# The Fortunes of War
The Fortunes of War è un cortometraggio muto del 1911 diretto da Thomas H. Ince. È l'esordio sullo schermo dell'attore Charles Ray che, con questo film, inizia la sua lunga carriera cinematografica.

## Produzione
Il film venne prodotto dall'Independent Moving Pictures Co. of America (IMP).

## Distribuzione
Fu distribuito dalla Motion Picture Distributors and Sales Company e uscì in sala il 22 giugno 1911 .